# Гох, Иоганнес фон
Иоганнес фон Гох (нем. Johann von Goch; ок. 1400—1475) — немецкий монах-августинец, чьи богословские труды позволяют считать его одним из предшественников Реформации. Настоящее имя — Иоанн Пуппер (нем. Johann Pupper).
Иоанн Пуппер родился около 1400 года в немецком городке Гох. Учился, вероятно, в Париже, и был основателем августинского прихода в Брабанте близ Мехелена, где впоследствии стал настоятелем.
Гох, много писавший против схоластики Католической церкви, был, по мнению большинства историков христианства, одним из самых заметных предшественников Мартина Лютера.
Его сочинения были изданы Корнелием Графеем в 1521 году. Среди них были в частности: «De libertate christiana» и «Epistola apologetica».
Иоганнес фон Гох умер 28 марта 1475 года в Мехелене.